# PunBB
PunBB是个快速、轻量的PHP架构网络论坛，以GNU的标准释放。它的首要原则为快速、轻巧、与其它论坛相比更少量的图像。PunBB比起其它论坛功能较少，但也因此更快速、更小巧，并正确的支持XHTML与CSS架构页面。
此外，PunBB可在任何支持PHP语言的作业系统上运作，PunBB可以在MySQL、PostgreSQL、SQLite等数据库下储存信息。

## 历史
PunBB的领航者Rickard Andersson，在他发现并没有任何论坛软件支持XHTML之后，开始撰写了此计划。速度、简洁是PunBB的首要宗旨，所以Rickard并不使它内建一些功能如个人信息、投票，以及档案附加等。这些功能已经以模组的方式释放。
PunBB最初的认知是'Pun'，因为pun是个双关语且意味着在布告栏发生什么事的意思。 这也确定了使用这名字，不会让PunBB被视为“简化的phpBB”。增加的'BB'是布告栏（Bulletin Board）的意思。
PunBB 1.0在2003年8月释出。
2008年，PunBB被俄羅斯公司Informer收購，原團隊相繼離開并成立新的FluxBB。

## PunBB 1.3
最新的版本是1.3，已經推出，此版本改进1.2.x的源代码，并有些新功能，如下列：
- 拓展系統建立在以掛鉤技術，按一下就能安裝，不再需要修改討論區的程式碼。
- 完整UTF-8支援。
- 可更加自定的風格、模板系統。
- 新界面：結構、CSS、語言包皆更新，結構助手也被新增。
- 良好的設想連結。
- 更佳地分割、合併主題。
- 允許多重版主群組。
- 搜尋機制不再遲鈍，extern.php改進成更全面性，並有針對每個群組、會員的選項。
- 某些“壞”字眼會被安靜地剔除。
- 免除額外的資料夾，README新增了。
- 基於拓展系統的修正（hotfix）系統被新增用於快速修復漏洞。

## 链接

### 官方
- PunBB
- PunBB支持论坛
- PunBB开发

### 非官方
- PunRes – 模组与风格
- SpinkBB – PunBB界面（页面存档备份，存于）
- MyPunBB – 免费的PunBB空间
- ezDIY.org - 中文PunBB支持站台（页面存档备份，存于）